# Mikiko Ponczeck

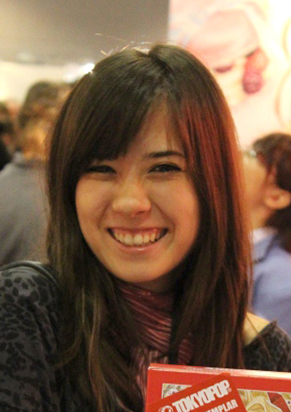
Mikiko Ponczeck auf der Frankfurter Buchmesse 2011.

Mikiko Claire Ponczeck (* 2. Februar 1984 in Tokyo) ist eine deutsch-japanische Comiczeichnerin, die im Internet vor allem unter ihrem Künstlernamen Zombiesmile bekannt ist.

## Leben
Als Kind ist Mikiko wegen des Berufes ihres Vaters viel umgezogen, dadurch hat sie unter anderem in Hongkong und Brüssel gelebt und beherrscht neben Deutsch auch Englisch, Japanisch und Französisch. 1999 zog sie nach Deutschland, wo sie auch ihr Abitur gemacht hat. Mit dem US-amerikanischen Concept Artist und Comiczeichner Shaun Healey war sie bis 2014 verlobt. Heute lebt und arbeitet sie in Düsseldorf.

## Werdegang
Mit Lost and Found veröffentlichte Mikiko im August 2007 ihren ersten Comic beim Verlag The Wild Side. Sowohl dieser als auch das im September 2009 erschienene Artbook Blue wurden unter ihrem Pseudonym Zombiesmile herausgebracht. Bei The Wild Side war sie mehrere Jahre als Artdirector tätig und auch für die Übersetzung diverser Werke ins Deutsche und das Lettering verantwortlich. 2010 wurde sie von Tokyopop Deutschland für einen Beitrag zum Sammelband Grimms Manga Sonderband angeworben. Der Band mit ihrer Umsetzung des Grimmschen Märchens König Drosselbart erschien im Juli 2011. Im gleichen Jahr erschienen Lost and Found sowie das Artbook Blue als Neuauflage bei Tokyopop. 
Vom Anfang 2010 bis Ende 2011 war sie eine von mehreren Dozenten bei der Comicademy für den dortigen Online-Scribble-Club-Kurs und gab infolgedessen auch in der Bundeskunsthalle Bonn Workshops. Ebenfalls wurde sie 2010 als Coloristin des Comics Rombies von Autor Tom Taylor und Zeichner Skye Ogden für den australischen Verlag Gestalt Publishing beschäftigt. Im Laufe der Jahre entstanden Arbeiten für die Restaurantkette Subway, den Verein Animexx und den Verlag Fireangels. 
Seit Dezember 2011 ist sie Redakteurin und Moderatorin bei Aufgezeichnet.tv, einer deutschen Internet-Sendung über Comic und Manga in Deutschland. Im Rahmen der Sendung rezensiert sie aktuelle Titel aus dem Bereich Manga.
Im Juli 2012 erreichte ihr Profil auf Deviantart eine Million Klicks. Im selben Monat gewann der Titel Grimms Manga Sonderband den AnimaniA Award für Bester Manga National, während ihr Erstlingswerk Lost And Found es auf Platz zwei schaffte.
Von Februar bis Oktober 2013 moderiert sie die Web-Show J-Mag auf MyVideo. Die Show drehte sich um Manga, Anime und japanischer Kultur sowie Popkultur, und wurde zuerst alle 14 Tage live ausgestrahlt.
2016 wurde sie für Crash 'n' Burn beim Comic-Salon Erlangen mit dem Publikumspreis des Max-und-Moritz-Preis ausgezeichnet. Ihre neuesten Werke Scars und Miki's Mini Comics wurden beim Verlag Pyramond herausgebracht.

## Werke
- Lemon Law 1 (2007, Fireangels, Illustrationen)
- Lost and Found (2007, The Wild Side) ISBN 978-3-939484-04-2
- Blue (2009, The Wild Side, Artbook) ISBN 978-3-939484-14-1
- Grimms Manga Sonderband (2011, Tokyopop) ISBN 978-3-8420-0236-4
- Rombies (2011, Gestalt Publishing)
- Lost and Found (2011, Tokyopop) ISBN 978-3-8420-0341-5
- Grimms Manga Sonderband - Perfect Edition (2013, Tokyopop) ISBN 978-3-8420-0638-6
- Crash 'n' Burn  (2 Bände, 2014, Tokyopop) ISBN 978-3-8420-0524-2 / ISBN 978-3-8420-0523-5
- Scars (2015, Pyramond) ISBN 978-3-945943-03-8
- Miki’s Mini Comics (2017, Pyramond) ISBN 978-3-945943-16-8